# Aeroporto di Tynda
L'aeroporto di Tynda-Sigikta (in russo Аэропорт Тында?, in inglese Tynda Sigikta Airport) è un aeroporto civile situato a 20 km dalla cittadina Tynda (38.700 abitanti - 2007) nell'Oblast' dell'Amur, nel Estremo Oriente della Russia.

## Gestione
L'aeroporto di Tynda è gestito dall'Azienda Statale dell'Oblast' dell'Amur "Aeroporti delle linee aeree locali" in russo Аэропорты местных воздушных линий?.

## Dati tecnici
L'aeroporto di Tynda dispone di una pista attiva di cemento armato asfaltata di classe D di 1,923 m x 35 m.
L'area dei parcheggi disponibile per gli aerei è di 12.550 metri quadri con le dimensioni di 185 m x 68,8 m.
Il peso massimo al decollo all'aeroporto di Tynda è di 40 t.
L'aeroporto è stato attrezzato per l'atterraggio/decollo degli aerei: Antonov An-2, Antonov An-3, Let L-410, Yakovlev Yak-40, Antonov An-24, Antonov An-26, Antonov An-30, Antonov An-32, Antonov An-38, Antonov An-72/74 e per gli elicotteri Mil Mi-2, Mil Mi-6, Mil Mi-8 e Mil Mi-26.
L'aeroporto di Tynda è aperto solo di giorno.